# Gărzile Roșii (Rusia)

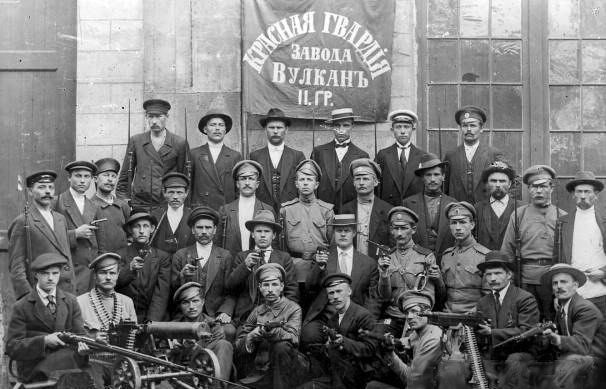
Unitate de gărzi roșii a fabricii Vulkan din Petrograd

Gărzile Roșii (în limba rusă: "Красная гвардия") au fost unități paramilitare muncitorești formate în timpul revoluției ruse din 1917. Ele au fost principala forță de luptă a bolșevicilor. Gărzile Roșii au fost formate în martie 1917, la inițiativa sovietelor din fabrici și a celulelor de partid bolșevice. Alte formații paramilitare create în timpul Revoluției din Februarie de guvernul provizoriu, precum "miliția poporului" (народная милиция),  "grupurile de autoapărare" (отряды самообороны), "comitetele securității publice" (комитеты общественной безопасности), "detașamentele muncitorești" (рабочие дружины), au fost treptat absorbite de  "Gărzile Roșii". 
Gărzile Roșii au fost baza pentru formarea Armatei Roșii. Datorită existenței în aceeași perioadă de timp a războiului civil, apar uneori confuzii între cele două organizații armate. 
În Petrograd, mai înainte de izbucnirea revoluției bolșevice, erau aproximativ 30.000 de luptători ai Gârzilor Roșii. În momentul izbucnirii Revoluției din Octombrie, efectivele Gărzilor Roșii ajunsese la peste 200.000 de oameni. După victoria revoluției, Gărzile Roșii au îndeplinit anumite funcții specifice armatei regulate, în perioada care s-a scurs de la demobilizarea vechii armate de tip țarist și până în momentul în care a fost înființată Armata Roșie în ianuarie 1918. 

## Organizare
În timpul revoluției, pregătirea Gărzilor Roșii a fost asigurată de Organizația Militară a Partidului Social Democrat al Muncii din Rusia. 
Membrii gărzilor erau voluntari, care aveau însă nevoie de o recomandare din partea sovietelor locale, a organizațiilor de bază bolșevice, sau a altor organizații publice. Antrenementele militare ale voluntarilor erau făcute fără scoaterea din producție a muncitorilor. Voluntarii au format atât unități de infanterie cât și de cavalerie. Modul de organizare, de subordonare și nivelurile de pregătire ale diferitelor unități a diferit foarte mult la începutul existenței lor. 
Deși Gărzile Roșii au înregistrat succese locale împotriva unor inamici mai slab organizați, (ca de exemplu în cazul luptelor din gubernia Orenburg cu atamanul Alexandr Dutov), ele s-au dovedit ineficiente în fața Armatei Albe, care era bine antrenată și încadrată cu ofițeri competenți. De aceea, când a fost decretată înființarea Armatei Roșii, Gărzile Roșii au devenit rezerva nou înființate armate a guvernului bolșevic, baza pentru formarea unor noi detașamente militare.